# Пері
Пері (перс. پری Pari) у перській міфології — надприродна істота в образі чарівної білявої жінки з крилами, що охороняє людей від злих духів. Вони нерідко є прихильними до людей, стають дружинами героїв, обдаровують можливістю передбачення майбутнього, зціляють від хвороб.
Образ пері зберігся в переказах таджиків, у тому числі памірських, афганців, персів, белуджів та ін., проникнув і до тюркомовних народів. Пері в таджиків виступають в антропоморфному й зооморфному виглядах. Доброзичливі пері з'являються у вигляді гарних птахів, бобрів або неотруйних, білих й жовтих змій. А злі — у вигляді отрутних змій, жаб, черепах, хижих звірів, зокрема тигра. В антропоморфному вигляді доброзичливі пері — гарні дівчата або молоді жінки в білому, синьому або червоному одягу, юнаки або чоловіки, причетні відправленню культу. Злі пері мають відразливу зовнішність і брудний одяг. У пері є свій «шах», старші й т.д. Вони вступають у сексуальний зв'язок з людьми, від таких шлюбів народжуються незвичайні люди. Пері можуть нести із собою людей і літати з ними по повітрю. Чоловіки — обранці пері, стають шаманами, а самі пері виступають як шаманські духи-помічники. Пері в таджицькому фольклорі нерідко пов'язані з гірськими козлами (козами) і деревами. У Гільгиті пері вважаються втіленнями божества Маркум — власниці гірських козлів (іноді й баранів), що допомагає при пологах, і зберігають мати й дитя. До архаїчного шару уявлень про пері відносяться також уявлення, що підкреслюють їхній нічний характер життя, втрату ними активності при світлі дня, зв'язок пері з водою — джерелом родючості (таджицькі, памірські, перські вірування) та із квітами (вони падають із рота пері, коли вона сміється).

## Походження
Термін «пері», можливо, сходить до індоєвропейського пер, «народжувати», або пеле, «наповнювати». В «Авесті» пері-паїрика — підступні істоти жіночої статі. Відомі заборонні формули проти паїрика, що наближаються до вогню, води, худоби й рослин. Виділяються паїрика — персоніфікації негативних явищ, наприклад посухи й неврожаю, паїрика-щур — демон чуттєвості. Існував міф про паїрика, що жила в лісі в образі собаки. Коли герой розрубує її, з'являються два собаки й т.д. Інші паїрика мали людський образ і своєю красою обманювали або зваблювали людей і героїв. Разом з тим образ пері мав позитивне навантаження. У середньовічній персько-таджицькій поезії переважають позитивні значення слова «пері»; пері буває невидимою, а коли з'являється — «дуже гарна й мила», зачаровує (у цій якості образ пері увійшов у європейську літературу), іноді творить добро, але здатна й позбавити свідомості, розуму.